# Post grunge
Post grunge – styl muzyki wywodzący się z grunge, który powstał w połowie lat 90. Popularność grunge'u w latach 90. doprowadziła do odrzucenia post grunge'u przez amatorów tradycyjnego 'grunge'u'. Za pierwszy album post-grunge'owy uznaje się Sixteen Stone brytyjskiej grupy Bush.

## Brzmienie
Zespoły post-grunge'owe grają rocka, z wyraźnymi wpływami grunge'u. Wiele grup nie przyznaje się do nich, lecz mówi o wpływach na ich muzykę takich zespołów jak Melvins, Led Zeppelin czy Black Sabbath, które z kolei były inspiracją dla powstania grunge'u (choć nie tylko jego). Post grunge charakteryzuje się dynamizmem, a także tzw. 'loud-quiet' co można interpretować jako gwałtowne zmiany nastrojowości muzyki z głośnej na cichą i odwrotnie.